# Michael Schmidt
Michael Schmidt var en svensk bildhuggare.
Schmidt var verksam på västgötasidan av Göta-älvdalen under 1700-talets första del och var son till Maria Ekman och gift med en Smitt. Bland hans arbeten märks den utsirade predikstolen i Kilanda kyrka som han utförde 1721, predikstolen i Västerlanda kyrka och altaruppsatsen i Åsbräcka kyrka.